# 김선화 (핸드볼 선수)
김선화(1991년 1월 7일 ~ )는 대한민국의 핸드볼 선수이며, 파워풀 대구 여자 핸드볼 소속이다.

## 학력
- 무안초등학교
- 무안북중학교
- 백제고등학교

## 경력
- 2014년 아시안 게임 여자 핸드볼 국가대표

## 수상
- 2014년 아시안 게임 여자 핸드볼 금메달
- 2018년 아시안 게임 여자 핸드볼 금메달